# Lupinus grisebachianus
Lupinus grisebachianus är en ärtväxtart som beskrevs av Charles Piper Smith. Lupinus grisebachianus ingår i släktet lupiner, och familjen ärtväxter. Inga underarter finns listade i Catalogue of Life.